# Luis Arcángel Ramos Colón
Luis Arcángel Ramos Colón (San Pedro Sula, 1985. április 11. –) hondurasi labdarúgó, a Nyírbéltek KSE játékosa.

## Pályafutása
Ramos a Club Deportivo Marathónban kezdte meg karrierjét Hondurasban, majd az MŠK Žilina együtteséhez igazolt, onnan pedig az FC Nitra-ba, ugyancsak a Corgoň Ligába, 2007-ben a Nyíregyháza Spartacus-ba igazolt, majd 2009-ben a Debreceni VSC-be. Már játszott a Hondurasi U-20 válogatottban a 2005-ös Ifjúsági labdarúgó-világbajnokságon Hollandiában.
2012-ben a Kecskeméti TE csapatába igazolt, cserébe Varga Róbert ment a Debrecenhez. 2013 januárjában visszatért Debrecenbe. 2023. július 13-án bejelentették, hogy Nyírbéltek KSE csapatánál folytatja pályafutását.

## Sikerei, díjai
DVSC
- Magyar bajnok (2): 2010, 2012
- Magyar Kupa-győztes (2): 2012, 2013
- Ligakupa-győztes (1): 2010